# Saison 8 de Portlandia
Chronologie
Saison 7
La huitième et dernière saison de Portlandia a été diffusée pour la première fois aux États-Unis sur IFC entre le 18 janvier et le 22 mars 2018.

## Épisodes
| No. | #  | Titre                                     | Réalisation            | Scénario | Date de diffusion | Audience |
| --- | -- | ----------------------------------------- | ---------------------- | --- | ----------------- | -------- |
| 68  | 1  | titre français inconnu Riot Spray         | Carrie Brownstein      | Fred Armisen, Carrie Brownstein, Jonathan Krisel, Karey Dornetto, Megan Neuringer, Phoebe Robinson et Graham Wagner | 18 janvier 2018   | 0,152    |
|     |    |                                           |                        | |                   |          |
| 69  | 2  | titre français inconnu Shared Workspace   | Graham Wagner          | Fred Armisen, Carrie Brownstein, Jonathan Krisel, Karey Dornetto, Megan Neuringer, Phoebe Robinson et Graham Wagner | 25 janvier 2018   | 0,104    |
|     |    |                                           |                        | |                   |          |
| 70  | 3  | titre français inconnu No Thank You       | Carrie Brownstein      | Fred Armisen, Carrie Brownstein, Jonathan Krisel, Karey Dornetto, Megan Neuringer, Phoebe Robinson et Graham Wagner | 1er février 2018  | 0,100    |
|     |    |                                           |                        | |                   |          |
| 71  | 4  | titre français inconnu Abracadabra        | Lance Bangs            | Fred Armisen, Carrie Brownstein, Jonathan Krisel, Karey Dornetto, Megan Neuringer, Phoebe Robinson et Graham Wagner | 8 février 2018    | 0,130    |
|     |    |                                           |                        | |                   |          |
| 72  | 5  | titre français inconnu Open Relationship  | Carrie Brownstein      | Fred Armisen, Carrie Brownstein, Jonathan Krisel, Karey Dornetto, Megan Neuringer, Phoebe Robinson et Graham Wagner | 15 février 2018   | 0,124    |
|     |    |                                           |                        | |                   |          |
| 73  | 6  | titre français inconnu You Do You         | Bill Benz et Ali Greer | Fred Armisen, Carrie Brownstein, Jonathan Krisel, Karey Dornetto, Megan Neuringer, Phoebe Robinson et Graham Wagner | 22 février 2018   | 0,100    |
|     |    |                                           |                        | |                   |          |
| 74  | 7  | titre français inconnu Most Pro City      | Bill Benz              | Fred Armisen, Carrie Brownstein, Jonathan Krisel, Karey Dornetto, Megan Neuringer, Phoebe Robinson et Graham Wagner | 1er mars 2018     | 0,100    |
|     |    |                                           |                        | |                   |          |
| 75  | 8  | titre français inconnu Peter Follows P!nk | Bill Benz              | Fred Armisen, Carrie Brownstein, Jonathan Krisel, Karey Dornetto, Megan Neuringer, Phoebe Robinson et Graham Wagner | 8 mars 2018       | 0,108    |
|     |    |                                           |                        | |                   |          |
| 76  | 9  | titre français inconnu Long Way Back      | Carrie Brownstein      | Fred Armisen, Carrie Brownstein, Jonathan Krisel, Karey Dornetto, Megan Neuringer, Phoebe Robinson et Graham Wagner | 15 mars 2018      | 0,084    |
|     |    |                                           |                        | |                   |          |
| 77  | 10 | titre français inconnu Rose Route         | Carrie Brownstein      | Fred Armisen, Carrie Brownstein, Jonathan Krisel, Karey Dornetto, Megan Neuringer, Phoebe Robinson et Graham Wagner | 22 mars 2018      | 0,136    |
|     |    |                                           |                        | |                   |          |